# Neohelluo
Neohelluo is een geslacht van kevers uit de familie van de loopkevers (Carabidae). De wetenschappelijke naam van het geslacht is voor het eerst geldig gepubliceerd in 1914 door Sloane.

## Soorten
Het geslacht Neohelluo is monotypisch en omvat slechts de volgende soort:
- Neohelluo angulicollis Sloane, 1914